# Trebanjski Vrh
Trebanjski Vrh este o localitate din comuna Trebnje, Slovenia, cu o populație de 59 de locuitori.